# Acid Eaters
Acid Eaters je třinácté studiové album americké punk rockové skupiny Ramones. Jeho nahrávání probíhalo v srpnu 1993 a vyšlo v prosinci téhož roku u vydavatelství Radioactive Records (US) a Chrysalis Records (UK). Album obsahuje coververze a jeho producentem byl Scott Hackwith.

## Seznam skladeb
| Pořadí         | Název                                                | Autor                                                                | Původní interpret                      | Délka |
| -------------- | ---------------------------------------------------- | -------------------------------------------------------------------- | -------------------------------------- | ----- |
| 1.             | Journey to the Center of the Mind                    | Ted Nugent, Steve Farmer                                             | The Amboy Dukes                        | 2:52  |
| 2.             | Substitute                                           | Pete Townshend                                                       | The Who                                | 3:15  |
| 3.             | Out of Time                                          | Mick Jagger, Keith Richards                                          | The Rolling Stones                     | 2:41  |
| 4.             | Shape of Things to Come                              | Barry Mann, Cynthia Weil                                             | Max Frost and the Troopers             | 1:46  |
| 5.             | Somebody to Love                                     | Darby Slick                                                          | The Great Society (Jefferson Airplane) | 2:31  |
| 6.             | When I Was Young                                     | Eric Burdon, John Weider, Vic Briggs, Danny McCulloch, Barry Jenkins | The Animals                            | 3:16  |
| 7.             | 7 and 7 Is                                           | Arthur Lee                                                           | Love                                   | 1:50  |
| 8.             | My Back Pages                                        | Bob Dylan                                                            | Bob Dylan                              | 2:27  |
| 9.             | Can't Seem to Make You Mine                          | Sky Saxon                                                            | The Seeds                              | 2:42  |
| 10.            | Have You Ever Seen the Rain?                         | John Fogerty                                                         | Creedence Clearwater Revival           | 2:22  |
| 11.            | I Can't Control Myself                               | Reg Presley                                                          | The Troggs                             | 2:55  |
| 12.            | Surf City                                            | Brian Wilson, Jan Berry                                              | Jan and Dean                           | 2:26  |
| 13.            | Surfin' Safari (pouze na japonské a brazilské verzi) | Brian Wilson, Mike Love                                              | The Beach Boys                         | 1:47  |
| Celková délka: | Celková délka:                                       | Celková délka:                                                       | Celková délka:                         | 30:53 |

## Obsazení
- Joey Ramone – zpěv
- Johnny Ramone – kytara
- C. J. Ramone – baskytara, doprovodný zpěv, zpěv
- Marky Ramone – bicí